# Myles Wakefield
Myles Wakefield, né le 13 juin 1974 à Durban, est un joueur de tennis sud-africain, professionnel entre 1995 et 2004.

## Carrière
Spécialiste du double, il n'a obtenu aucun résultat notable en simple. Il a remporté un total de 13 tournois Challenger dont quatre avec le Japonais Thomas Shimada, son partenaire entre 1999 et 2001 (Madrid, Rancho Mirage, Guadalajara et Budapest). En 2002, il remporte son unique titre ATP à Casablanca avec Stephen Huss, joueur avec lequel il s'impose également à Aix-en-Provence et Košice en 2003. Il a acquis ses autres titres à Winnetka en 1997, Lippstadt, Vadodara, Winnetka et Binghamton en 1998, Miami en 1999 et Édimbourg en 2002.

## Palmarès

### Titre en double messieurs
| No | Date       | Nom et lieu du tournoi          | Catégorie   | Dotation  | Surface      | Partenaire   | Finalistes              | Score    |          |
| -- | ---------- | ------------------------------- | ----------- | --------- | ------------ | ------------ | ----------------------- | -------- | -------- |
| 1  | 08-04-2002 | Grand-Prix Hassan II Casablanca | Int' Series | 356 000 $ | Terre (ext.) | Stephen Huss | Martín García Luis Lobo | 6-4, 6-2 | Parcours |

### Finales en double messieurs
| No | Date       | Nom et lieu du tournoi                   | Catégorie   | Dotation  | Surface    | Vainqueurs                       | Partenaire     | Score     |          |
| -- | ---------- | ---------------------------------------- | ----------- | --------- | ---------- | -------------------------------- | -------------- | --------- | -------- |
| 1  | 06-11-2000 | St. Petersburg Open Saint-Pétersbourg    | Int' Series | 775 000 $ | Dur (int.) | Daniel Nestor Kevin Ullyett      | Thomas Shimada | 7-65, 7-5 | Parcours |
| 2  | 05-03-2001 | Citrix Tennis Championships Delray Beach | Int' Series | 325 000 $ | Dur (ext.) | Jan-Michael Gambill Andy Roddick | Thomas Shimada | 6-3, 6-4  | Parcours |

## Résultats dans les tournois duGrand Chelem

### En double
| Année | Open d'Australie           | Open d'Australie      | Internationaux de France   | Internationaux de France | Wimbledon                 | Wimbledon                  | US Open                    | US Open                   |
| ----- | -------------------------- | --------------------- | -------------------------- | ------------------------ | ------------------------- | -------------------------- | -------------------------- | ------------------------- |
| 1998  | —                          | —                     | —                          | —                        | —                         | —                          | 1er tour (1/32) G. Silcock | M. Knowles D. Nestor      |
| 1999  | —                          | —                     | —                          | —                        | —                         | —                          | 1er tour (1/32) T. Shimada | S. Lareau A. O'Brien      |
| 2000  | 2e tour (1/16) T. Shimada  | A. O'Brien J. Palmer  | 2e tour (1/16) T. Shimada  | M. Barnard F. Montana    | 2e tour (1/16) T. Shimada | T. Woodbridge M. Woodforde | 1er tour (1/32) T. Shimada | P. Galbraith B. MacPhie   |
| 2001  | 2e tour (1/16) T. Shimada  | N. Lapentti C. Moyà   | 1er tour (1/32) T. Shimada | J. Novák D. Rikl         | 2e tour (1/16) T. Shimada | J. Novák D. Rikl           | 2e tour (1/16) T. Shimada  | J. Björkman T. Woodbridge |
| 2002  | —                          | —                     | 2e tour (1/16) S. Huss     | S. Roitman A. Schneiter  | 2e tour (1/16) M. Barnard | P. Haarhuis I. Kafelnikov  | —                          | —                         |
| 2003  | 1er tour (1/32) J. Tarango | A. Dupuis F. Meligeni | 1er tour (1/32) T. Shimada | M. Bhupathi M. Mirnyi    | 2e tour (1/16) S. Aspelin | D. Johnson N. Zimonjić     | —                          | —                         |

N.B. : le nom du ou de la partenaire se trouve sous le résultat ; le nom des ultimes adversaires se trouve à droite.

### En double mixte
| Année | Open d'Australie | Open d'Australie | Internationaux de France | Internationaux de France | Wimbledon                      | Wimbledon                  | US Open | US Open |
| ----- | ---------------- | ---------------- | ------------------------ | ------------------------ | ------------------------------ | -------------------------- | ------- | ------- |
| 2000  | -                | -                | -                        | -                        | 1er tour (1/32) N. De Villiers | D. MacPherson K. Habsudova | -       | -       |
| 2001  | -                | -                | -                        | -                        | 1/4 de finale N. De Villiers   | D. Rikl K. Habšudová       | -       | -       |
| 2003  | -                | -                | -                        | -                        | 1er tour (1/32) N. Grandin     | M. Rodriguez S. Reeves     | -       | -       |

N.B. : le nom de la partenaire se trouve sous le résultat ; le nom des ultimes adversaires se trouve à droite.